# 31e régiment d'aviation de chasse de la Garde
Pour les articles homonymes, voir 31e régiment.
Le 31e régiment d'aviation de chasse de la Garde (en russe : 31-й гвардейский истребительный авиационный полк, abrégé en russe : 31-й гв. иап) de son nom complet le 31e régiment d'aviation de chasse de la Garde Nikopolskaïa des ordres du Drapeau rouge et de Souvorov, nommé d'après le héros de l'Union soviétique N. E. Glazov (en russe : 31-й гвардейский истребительный авиационный Никопольский Краснознамённый, ордена Суворова полк имени Героя Советского Союза Н. Е. Глазова) est un régiment aérien de l'armée de l'air russe, branche des forces aérospatiales (n° d'unité 75391 - Millerovo).
Le régiment fait partie de la 1re division d'aviation mixte de la Garde de la 4e armée aérienne du district militaire sud, basé à la base aérienne de Millerovo dans l'oblast de Rostov.

## Noms successifs

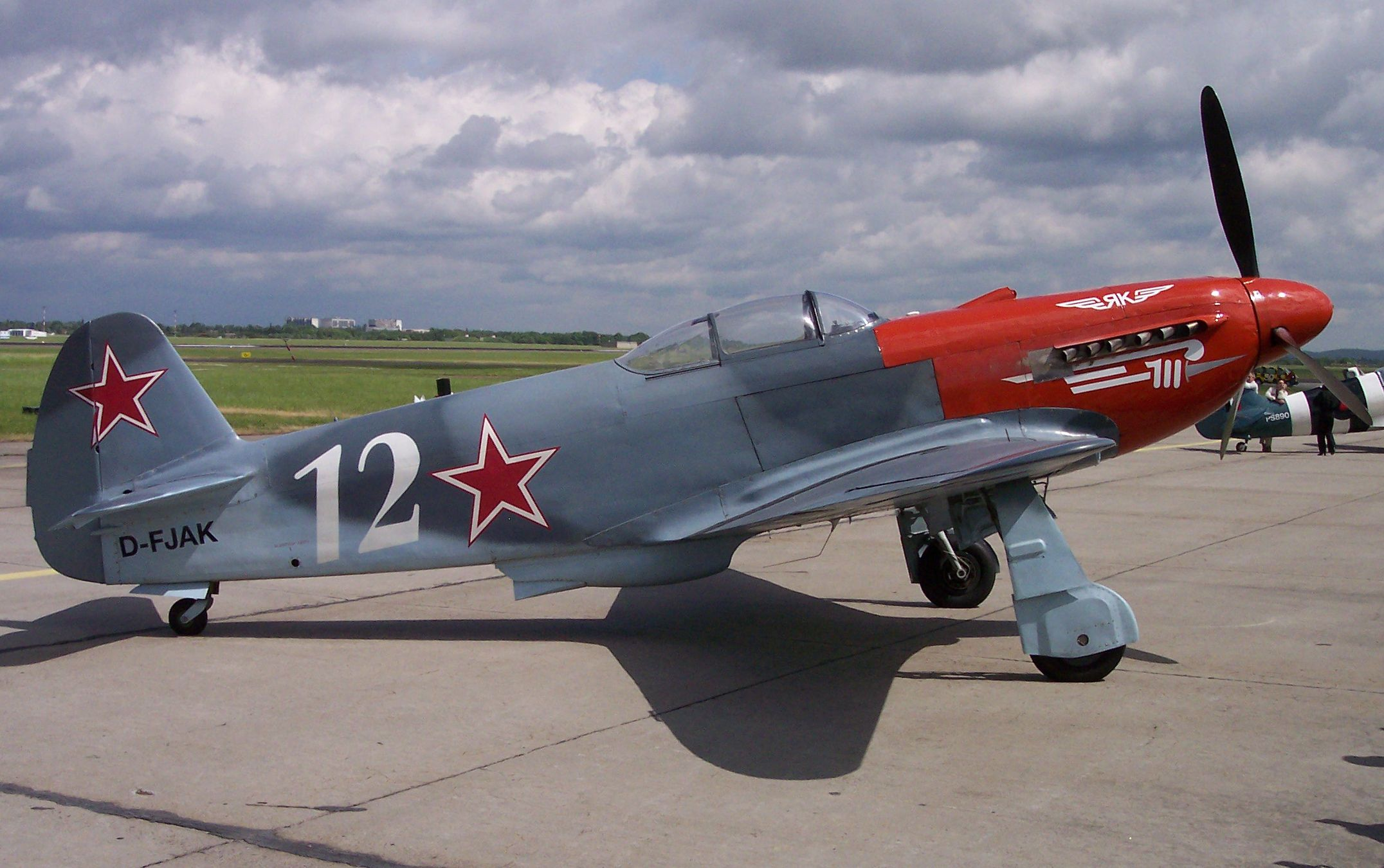
Chasseur Yak-3 ayant équipé le régiment.

- 273e régiment d'aviation de chasse (24 août 1941 - 22 novembre 1942) ;
- 31e régiment d'aviation de chasse de la Garde ;
- 31e régiment d'aviation de chasse de la Garde Nikopolskaïa ;
- 31e régiment d'aviation de chasse de la Garde Nikopolskaïa de l'ordre du Drapeau rouge ;
- 31e régiment d'aviation de chasse de la Garde Nikopolskaïa des ordres du Drapeau rouge et de Souvorov ;
- 31e régiment d'aviation de chasse de la Garde Nikopolskaïa des ordres du Drapeau rouge et de Souvorov, nommé d'après le héros de l'Union soviétique N. E. Glazov ;
- 20112e unité militaire (poste de campagne), après octobre 1951 (n° d'unité 57669)[2].

## Histoire pendant la Seconde Guerre mondiale

### Création
Le 31e régiment d'aviation de chasse de la Garde est formé le 22 novembre 1942 par transformation du 273e régiment d'aviation de chasse sur la base d'un ordre du Commissariat du peuple à la défense de l'Union soviétique.

### Service opérationnel
Dans le cadre de l'armée d'active:
- du 27 novembre 1942 au 12 mai 1944,
- du 14 juillet 1944 au 11 mai 1945.

### Engagements
- Première offensive du Donbass du 17 juillet 1943 au 2 août 1943.
- Seconde offensive du Donbass du 13 août 1943 au 22 septembre 1943.
- Offensive de Melitopol du 26 septembre 1943 au 5 novembre 1943.
- Offensive Nikopol-Krivoï Rog (en) - du 30 janvier 1944 au 29 février 1944.
- Offensive de Crimée du 8 avril 1944 au 12 mai 1944.
- Offensive Lvov-Sandomir du 13 juillet 1944 au 3 août 1944.
- Bataille de Debrecen du 6 octobre 1944 au 28 octobre 1944.
- Offensive de Budapest du 29 octobre 1944 au 13 février 1945.
- Offensive Moravie-Ostrava du 10 mars 1945 au 5 mai 1945.
- Offensive de Vienne du 16 mars 1945 au 15 avril 1945.
- Offensive Bratislava-Brno du 25 mars 1945 au 5 mai 1945.
- Offensive de Prague du 6 mai 1945 au 11 mai 1945.

### Statistiques
Statistiques du régiment pendant la Grande Guerre patriotique:
| Missions achevées | Avions abattus en vol | Total des avions détruits |
| ----------------- | --------------------- | ------------------------- |
| 16 677            | 213                   | 219                       |

Pertes du régiment:
| Avions perdus (total) | Pilotes tués (total) | Pilotes tués dans des combats aériens | Pilotes portés disparus | Tués lors de raids | Tués dans un accident |
| --------------------- | -------------------- | ------------------------------------- | ----------------------- | ------------------ | --------------------- |
| 174                   | 83                   | 29                                    | 34                      | 1                  | 7                     |

## Histoire d'après-guerre
Après la guerre, le 17 août 1945, au sein du 6e division d'aviation de chasse de la Garde (en), il est transféré de Tchécoslovaquie au district militaire d'Odessa, à l'aérodrome de Bălți. En juin 1946, l'unité entreprend une reconversion pour accueillir l'avion américain P-63 Kingcobra. Entre le 23 et le 28 octobre 1951, dans le cadre de la 6e division, le régiment est transféré de la 48e armée aérienne (en) du district militaire d'Odessa à la 24e armée aérienne du groupement des forces armées soviétiques en Allemagne. Du 16 novembre 1951 au 7 mars 1952, le régiment reçoit les chasseurs à réaction MiG-15. Le régiment exploite ensuite les avions suivants : MiG-17F (PF) de 1954 à 1963, MiG-21 PF de 1963 à 1972, MiG-21 PFM de 1968 à 1974, MiG-23M d'août 1973 à mars 1989 et MiG-29 à partir de mars 1989.
Le 15 juin 1993, lors de la réforme, le 31e régiment est retiré d'Allemagne vers le district militaire du Caucase du Nord, à l'aérodrome de Zernograd dans l'oblast de Rostov.
À l'automne 2009, le 31e régiment est dissous lors de la réforme des forces armées au sein du 51e corps d'aviation de la 4e armée aérienne. Les avions sont alors transférés dans l'aérodrome militaire de Millerovo. Le 1er décembre 2013, le régiment est recréé et le 1er janvier 2014, celui-ci est reformé depuis la base la base aérienne de Millerovo. Les chasseurs Su-30SM nouvellement construits, arrivés en 2015, constituent l'équipement principal. La fin des livraisons des deux escadrilles s'achève fin 2016. Le troisième escadron est armé d'avions Su-35S. Le régiment dispose aussi d'avions MiG-29.
La bannière et les récompenses de l'ancien 31e régiment d'aviation de chasse de la Garde n'ont pas été transférées dans celui-ci, le nouveau régiment n'est donc pas le successeur légal de l'ancien 31e. C’est ce que tentent d’obtenir les vétérans de l’ancienne unité.

### Invasion russe de l'Ukraine
Au sein de la 1re division d'aviation mixte de la Garde, l'unité participe à partir de 2022 à l'invasion russe de l'Ukraine. Le lieutenant colonel Alexeï Khassanov, commandant du régiment, aurait été tué au combat,.
Le 25 février 2022, la base aérienne de Millerovo est attaquée par une frappe stratégique de l’armée ukrainienne, faisant des blessés et détruisant un Soukhoï Su-30SM du régiment.

## Commandants
- Capitaine de la Garde Andreï Nikiforovitch Rovnine (24 août 1941 - 4 avril 1942)
- Major de la Garde Ilia Timofeïevitch Kochevoï (10 mai 1942 - 29 mai 1942) (mort au combat)
- Major de la Garde Ivan Pavlovitch Souvorov  (29 mai 1942 - 6 septembre 1942)
- Commissaire principal de la Garde Iakov Alexandrovitch Troshchenko (novembre 1942 -  4 novembre 1942) (mort au combat)
- Major de la Garde, lieutenant-colonel Boris Nikolaïevitch Eremine (21 novembre 1942 - 29 décembre 1943)
- Major de la Garde, lieutenant-colonel Svirid Kharitonovitch Koudelia (29 décembre 1943 - 1950)
- Colonel de la Garde Viktor Viktorovitch Peterson  (08 août 1990 - 26 juin 1996)
- Colonel de la Garde Oleg Soloviev (2000 - ?)
- Lieutenant-colonel Alexeï Khassanov (? - 2022) (mort au combat)

## Titres honorifiques
- Le 13 février 1944, le 31e régiment d'aviation de chasse de la Garde reçoit le titre honorifique « Nikopolskaïa » pour sa distinction dans les batailles pour la liquidation de la tête de pont allemande de Nikopol[12].
- En avril 1995, le régiment reçoit le titre honorifique « nommé d'après le héros de l'Union soviétique Nikolaï E. Glazov », aviateur et as de pilotage soviétique durant la Seconde Guerre mondiale.

## Décorations
- « Pour l'exécution exemplaire des tâches de commandement dans les batailles pour la ville de Sébastopol et l'héroïsme, la bravoure et le courage démontrés dans cette mission », le 31e régiment reçoit l'ordre du Drapeau rouge[13].
- « Pour l'exécution exemplaire des tâches de commandement lors des batailles contre les envahisseurs allemands lors de la prise de la ville de Vienne et pour la bravoure et le courage affichés dans cette mission », le 31e régiment reçoit l'ordre de Souvorov de 3e classe[14].
- En 1972, « pour sa préparation au combat élevée et ses excellentes performances lors des exercices », le régiment reçoit les fanions du ministre de la Défense de l'URSS « Pour le courage et la vaillance militaire ».
- En 1983, « pour sa préparation au combat élevée et ses excellentes performances lors des exercices », le régiment reçoit les fanions du ministre de la Défense de l'URSS « Pour le courage et la vaillance militaire ».